# Catacomb 3-D
Catacomb 3-D is een computerspel ontwikkeld door id Software en uitgegeven door Softdisk voor DOS. De first-person shooter is uitgekomen in de VS in november 1991.
Het spel is de derde titel in de Catacomb-reeks en de eerste met 3D-computergraphics. De speler kruipt in de huid van tovenaar Petton Everhail, die een mysterieuze catacombe onderzoekt om de kwaadaardige en ondode Nemesis te verslaan en zijn vriend Grelminar te redden.

## Vervolgdelen

### Catacomb Abyss
Catacomb Abyss (1992) is het vervolg op Catacomb 3-D in een nieuw avontuur. Petton Everhail moet opnieuw afdalen in een mausoleum, gebouwd door de handlangers van Nemesis. Zij vrezen dat Nemesis opnieuw zal terugkeren.

### Catacomb Armageddon
Catacomb Armageddon (1993) is het vervolg op Catacomb Abyss dat zich afspeelt in het heden. De spelwereld bestaat uit dorpen, bossen, tempels en martelkamers. Het spel is opnieuw uitgebracht onder de titel Curse of the Catacombs.

### Catacomb Apocalypse
Catacomb Apocalypse (1993) is het laatste spel in de reeks. Het speelt zich af in te nabije toekomst, waarin men kan tijdreizen via portalen. Het spel bevat een mix van fantasy en sciencefiction. Het spel is opnieuw uitgebracht onder de titel Terror of the Catacombs.